# Alex Cobb
Pour les articles homonymes, voir Cobb.
Alexander Miller Cobb (né le 7 octobre 1987 à Boston, Massachusetts, États-Unis) est un lanceur droitier des Ligues majeures de baseball jouant avec les Giants de San Francisco.

## Carrière
Alex Cobb est repêché en quatrième ronde par les Rays de Tampa Bay en 2006.
Le lanceur partant joue son premier match dans les majeures le 1er mai 2011 alors qu'il amorce la rencontre au monticule pour Tampa Bay contre les Angels de Los Angeles. Il n'est pas impliqué dans la décision et quitte la partie en cinquième manche. Après n'avoir accordé qu'un point en six manches et un tiers à ces mêmes Angels le 7 juin suivant, Cobb est crédité de sa première victoire dans le baseball majeur. Il effectue neuf départs pour les Rays en 2011 et fait bien avec 3,42 de moyenne de points mérités, trois victoires et deux défaites.
En 2012, il remporte 11 matchs contre 9 défaites et sa moyenne de points mérités se chiffre à 4,03 en 23 départs et 136 manches et un tiers lancées.

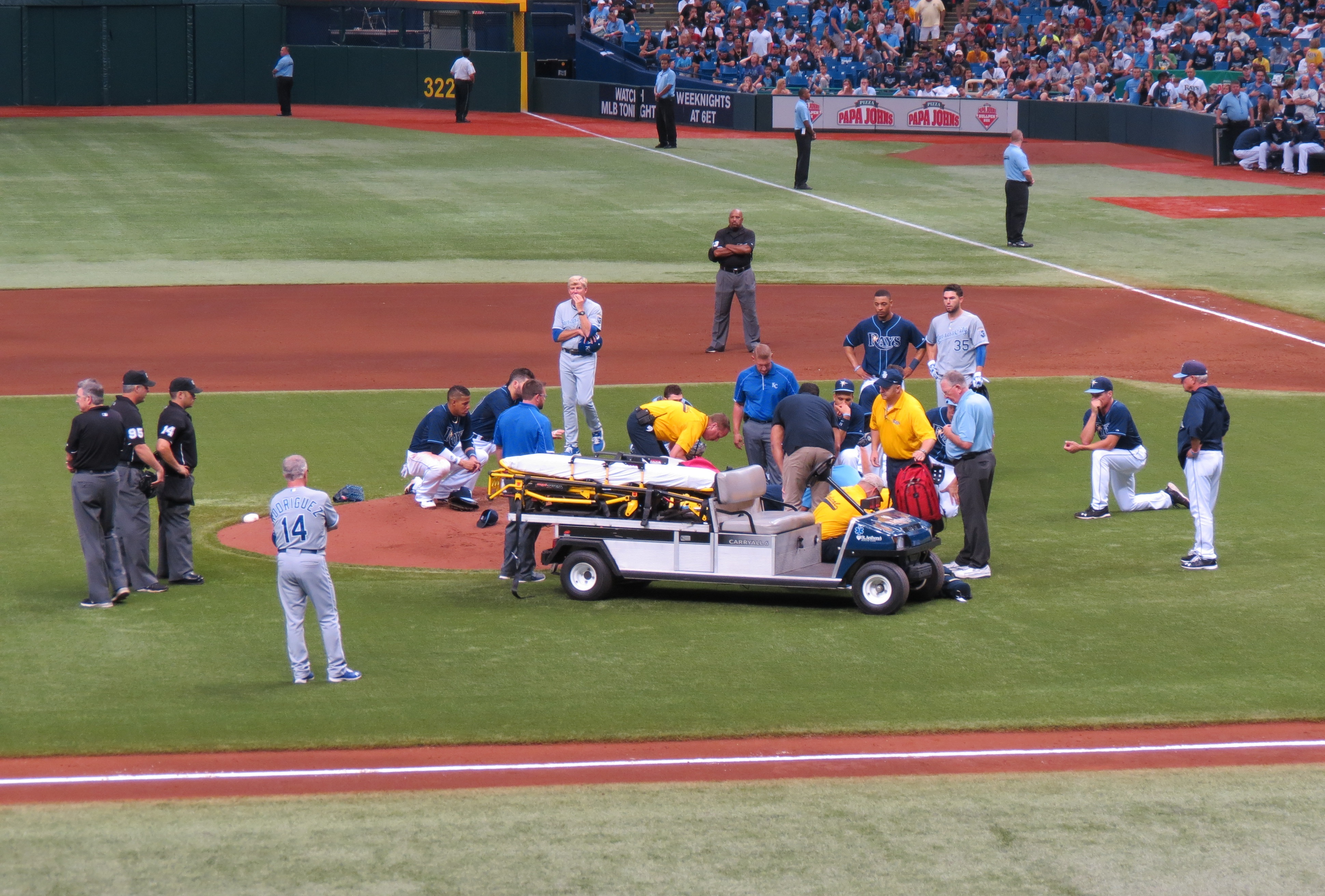
Cobb quitte un match sur un brancart après avoir été atteint par une balle le 15 juin 2013.

Le 15 juin 2013, Cobb est atteint à la tête par une balle frappée en flèche par Eric Hosmer des Royals de Kansas City. Il quitte le match sur un brancart et souffre d'une légère commotion cérébrale. Son absence du jeu dure deux mois. Il effectue son retour le 15 août suivant en n'accordant qu'un point en 6 manches dans une victoire contre les Mariners de Seattle. Cobb fait bien le reste de l'année, n'encaissant qu'une seule défaite à partir de la mi-août. Il n'accorde que deux points en 8 manches lancées dans le seul match qu'il perd et, fin septembre, connaît des sorties de 10 et 12 retraits sur des prises, contre les Rangers du Texas et les Orioles de Baltimore, respectivement,. Il termine la saison régulière avec 11 victoires et seulement 3 défaites en 22 départs. Sa moyenne de points mérités de 2,76 en 143 manches et un tiers lancées est la meilleure des lanceurs partants des Rays. 
Lanceur partant des Rays pour amorcer les séries éliminatoires, Cobb blanchit les Indians en 6 manches et deux tiers pour mener son équipe à une victoire de 4-0 à Cleveland dans le match de meilleur deuxième de la Ligue américaine. À la ronde éliminatoire suivante, la Série de division, il lance 5 bonnes manches mais n'est pas impliqué dans la décision lors du 3e affrontement entre Tampa Bay et Boston.
Cobb rate toute la saison 2015 à la suite d'une opération Tommy John et revient au jeu en 2016.